# Brestowo (obwód Łowecz)
Brestowo (bułg. Брестово) – wieś w północnej Bułgarii, w obwodzie Łowecz, w gminie Łowecz.
Znajduje się 23 km od Łoweczu, we wsi znajduje się zabytkowa cerkiew.
Urodzili się tutaj Wanczo Christow, Miszo Conew, Daszo Łalew – partyzanci, Nikołaj Wyszow – lekarz.